# Nyárlőrinc
Nyárlőrinc je vas na Madžarskem, ki upravno spada pod podregijo Kecskeméti Županije Bács-Kiskun.